# Verein für Leibesübungen von 1899 2002-2003
Questa voce raccoglie le informazioni riguardanti il Verein für Leibesübungen von 1899 nelle competizioni ufficiali della stagione 2002-2003.

## Stagione
Nella stagione 2002-2003 l'Osnabrück, allenato da Jürgen Gelsdorf, concluse il campionato di Regionalliga nord al 2º posto e fu promosso in 2. Bundesliga.

## Rosa
| N. |                               | Ruolo | Calciatore          |
| -- | ----------------------------- | ----- | ------------------- |
| 1  | Germania (bandiera)           | P     | Uwe Brunn           |
| 3  | Brasile (bandiera)            | D     | Sidney              |
| 4  | Germania (bandiera)           | D     | Marko Tredup        |
| 5  | Germania (bandiera)           | D     | Alexander Ukrow     |
| 6  | Germania (bandiera)           | C     | Wolfgang Schütte    |
| 7  | Germania (bandiera)           | C     | Guido Spork         |
| 8  | Stati Uniti (bandiera)        | C     | Joe Enochs          |
| 9  | Macedonia del Nord (bandiera) | C     | Toni Mičevski       |
| 10 | Germania (bandiera)           | A     | Angelo Vier         |
| 11 | Germania (bandiera)           | A     | Christian Claaßen   |
| 12 | Germania (bandiera)           | P     | Alexander Kuschmann |
| 13 | RD del Congo (bandiera)       | A     | Addy-Waku Menga     |
| 14 | Albania (bandiera)            | A     | Harun Isa           |

| N. |                     | Ruolo | Calciatore             |
| -- | ------------------- | ----- | ---------------------- |
| 15 | Germania (bandiera) | D     | Philipp Haastrup       |
| 16 | Germania (bandiera) | C     | Manuel Weinrich        |
| 17 | Spagna (bandiera)   | C     | Olliver Villar         |
| 18 | Albania (bandiera)  | D     | Mentor Miftari         |
| 19 | Turchia (bandiera)  | D     | Kemal Halat            |
| 20 | Germania (bandiera) | C     | Oliver Freund          |
| 21 | Germania (bandiera) | C     | Artur Zimmermann       |
| 22 | Germania (bandiera) | C     | Christian Schiffbänker |
| 23 | Germania (bandiera) | D     | Arne Tammen            |
| 24 | Germania (bandiera) | A     | Jens Hülsmann          |
| 25 | Turchia (bandiera)  | C     | Ismail Altunsaban      |
| 27 | Germania (bandiera) | C     | Benjamin Schüßler      |

## Organigramma societario
Area tecnica
- Allenatore: Jürgen Gelsdorf
- Allenatore in seconda: Thorsten Haas
- Preparatore dei portieri:
- Preparatori atletici:
- Analisi video:

## Calciomercato

### Sessione estiva
| Acquisti | Acquisti            | Acquisti          | Acquisti |
| R.       | Nome                | da                | Modalità |
| -------- | ------------------- | ----------------- | -------- |
| C        | Toni Mičevski       | Pobeda            |          |
| C        | Oliver Freund       | Rapid Vienna      |          |
| A        | Harun Isa           | Union Berlino     |          |
| P        | Alexander Kuschmann | Borussia Dortmund |          |
| D        | Mentor Miftari      | Babelsberg        |          |
| D        | Marko Tredup        | Union Berlino     |          |
| A        | Angelo Vier         | RW Oberhausen     |          |

| Cessioni | Cessioni           | Cessioni         | Cessioni |
| R.       | Nome               | a                | Modalità |
| -------- | ------------------ | ---------------- | -------- |
| D        | Christian Alder    | Augusta          |          |
| C        | Everson            | Nizza            |          |
| D        | Krzysztof Kowalik  | Waldhof Mannheim |          |
| D        | Patrick Owomoyela  | Paderborn        |          |
| C        | Heiko Petersen     | Lubecca          |          |
| A        | Michael Petri      | Elversberg       |          |
| A        | Oleg Putilo        | Kleve            |          |
| A        | Daniel Thioune     | Lubecca          |          |
| C        | Christian Thölking | Oldenburg        |          |

### Sessione invernale
| Acquisti | Acquisti          | Acquisti            | Acquisti |
| R.       | Nome              | da                  | Modalità |
| -------- | ----------------- | ------------------- | -------- |
| C        | Benjamin Schüßler | Borussia M'gladbach |          |

| Cessioni | Cessioni | Cessioni | Cessioni |
| R.       | Nome     | a        | Modalità |
| -------- | -------- | -------- | -------- |

## Risultati

### Regionalliga

#### Girone di andata
| Arbitro: | Späker |

|                |           |  |
| Spork 31’, 55’ | Marcatori |  |

| Arbitro: | Anklam |

|                               |           |                              |
| Pinske 57’ (rig.), 86’ (rig.) | Marcatori | 7’, 75’, 89’ Claaßen 41’ Isa |

| Arbitro: | Weber |

|                                      |           |           |
| Vier 11’ Halat 41’ Isa 70’ Spork 74’ | Marcatori | 67’ Görke |

| Arbitro: | Schößling |

|                              |           |                       |
| Schoof 43’ (rig.) Čoupek 70’ | Marcatori | 38’ (rig.), 53’ Spork |

| Arbitro: | Jauch |

|             |           |         |
| Schmidt 71’ | Marcatori | 13’ Isa |

| Arbitro: | Hems |

|         |           |  |
| Isa 74’ | Marcatori |  |

| Arbitro: | Bley |

|            |           |          |
| Canale 22’ | Marcatori | 66’ Vier |

| Arbitro: | Fleske |

|              |           |                        |
| Weinrich 76’ | Marcatori | 30’ Tjikuzu 32’ Rolfes |

| Arbitro: | Gräfe |

|  |           |        |
|  | Marcatori | 7’ Isa |

| Osnabrück 28 settembre 2002, ore 14:00 CEST 10ª giornata | Osnabrück  | 0 – 0 referto | Dinamo Dresda | Piepenbrockstadion an der Bremer Brücke (7 100 spett.)\| Arbitro: \| Stachowiak \| |
| Arbitro:                                                 | Stachowiak |               |               |                                                                                    |

| Arbitro: | Kinhöfer |

|  |           |                     |
|  | Marcatori | 45’ Schütte 53’ Isa |

| Arbitro: | Hoyzer |

|                          |           |               |
| Claaßen 33’, 78’ Isa 39’ | Marcatori | 21’ Bienemann |

| Arbitro: | Lupp |

|               |           |            |
| Löbe 50’, 53’ | Marcatori | 77’ Enochs |

| Osnabrück 25 ottobre 2002, ore 19:00 CEST 14ª giornata | Osnabrück | 0 – 0 referto | Rot-Weiss Essen | Piepenbrockstadion an der Bremer Brücke (12 200 spett.)\| Arbitro: \| Schößling \| |
| Arbitro:                                               | Schößling |               |                 |                                                                                    |

| Arbitro: | Winkmann |

|             |           |  |
| Schmidt 34’ | Marcatori |  |

| Arbitro: | Perschke |

|                  |           |  |
| Spork 82’ (rig.) | Marcatori |  |

| Arbitro: | Melms |

|  |           |         |
|  | Marcatori | 80’ Isa |

#### Girone di ritorno
| Arbitro: | Stachowiak |

|           |           |           |
| Kubis 68’ | Marcatori | 38’ Spork |

| Arbitro: | Gagelmann |

|         |           |  |
| Isa 18’ | Marcatori |  |

| Arbitro: | Fleske |

|          |           |            |
| Broum 5’ | Marcatori | 32’ Sidney |

| Arbitro: | Scheppe |

|                           |           |                 |
| Vier 62’ Claaßen 69’, 81’ | Marcatori | 42’, 60’ Thönes |

| Arbitro: | Lupp |

|  |           |              |
|  | Marcatori | 79’ Chitsulo |

| Arbitro: | Jauch |

|  |           |          |
|  | Marcatori | 60’ Vier |

| Arbitro: | Bley |

|                                        |           |                         |
| Spork 21’ (rig.) Vier 70’ Mičevski 90’ | Marcatori | 37’, 81’ (rig.) Schmidt |

| Arbitro: | Seemann |

|  |           |                            |
|  | Marcatori | 23’, 38’ Schüßler 26’ Vier |

| Arbitro: | Jansen |

|                                   |           |         |
| Spork 8’, 73’ (rig.) Schüßler 65’ | Marcatori | 32’ Lau |

| Arbitro: | Gräfe |

|  |           |                                    |
|  | Marcatori | 2’ Claaßen 43’ Enochs 90’ Schüßler |

| Arbitro: | Hoyzer |

|                                                    |           |              |
| Halat 22’ Claaßen 62’ Schüßler 63’, 77’ Sidney 81’ | Marcatori | 66’ Rolleder |

| Arbitro: | Keßler |

|                         |           |         |
| Castilla 11’ Winter 19’ | Marcatori | 73’ Isa |

| Arbitro: | Koop |

|                      |           |  |
| Claaßen 27’ Vier 58’ | Marcatori |  |

| Arbitro: | Anklam |

|           |           |                               |
| Weber 36’ | Marcatori | 44’, 74’ Claaßen 76’ Mičevski |

| Arbitro: | Gräfe |

|            |           |                      |
| Tammen 42’ | Marcatori | 73’ Maurer 75’ Kirch |

| Amburgo 1º giugno 2003, ore 14:00 CEST 33ª giornata | Amburgo II | 0 – 0 referto | Osnabrück | AOL Arena (8 500 spett.)\| Arbitro: \| Stachowiak \| |
| Arbitro:                                            | Stachowiak |               |           |                                                      |

| Arbitro: | Gagelmann |

|                        |           |  |
| Claaßen 79’ Sidney 89’ | Marcatori |  |

## Statistiche

### Statistiche di squadra
| Competizione      | Punti | In casa | In casa | In casa | In casa | In casa | In casa | In trasferta | In trasferta | In trasferta | In trasferta | In trasferta | In trasferta | Totale | Totale | Totale | Totale | Totale | Totale | DR  |
| Competizione      | Punti | G       | V       | N       | P       | Gf      | Gs      | G            | V            | N            | P            | Gf           | Gs           | G      | V      | N      | P      | Gf     | Gs     | DR  |
| ----------------- | ----- | ------- | ------- | ------- | ------- | ------- | ------- | ------------ | ------------ | ------------ | ------------ | ------------ | ------------ | ------ | ------ | ------ | ------ | ------ | ------ | --- |
| Regionalliga nord | 65    | 17      | 11      | 2       | 4       | 30      | 15      | 17           | 8            | 6            | 3            | 26           | 14           | 34     | 19     | 8      | 7      | 56     | 29     | +27 |
| Totale            | 65    | 17      | 11      | 2       | 4       | 30      | 15      | 17           | 8            | 6            | 3            | 26           | 14           | 34     | 19     | 8      | 7      | 56     | 29     | +27 |

### Andamento in campionato
| Giornata  | 1  | 2 | 3 | 4 | 5 | 6 | 7 | 8 | 9 | 10 | 11 | 12 | 13 | 14 | 15 | 16 | 17 | 18 | 19 | 20 | 21 | 22 | 23 | 24 | 25 | 26 | 27 | 28 | 29 | 30 | 31 | 32 | 33 | 34 |
| --------- | -- | - | - | - | - | - | - | - | - | -- | -- | -- | -- | -- | -- | -- | -- | -- | -- | -- | -- | -- | -- | -- | -- | -- | -- | -- | -- | -- | -- | -- | -- | -- |
| Luogo     | C  | T | C | T | T | C | T | C | T | C  | T  | C  | T  | C  | T  | C  | T  | T  | C  | T  | C  | C  | T  | C  | T  | C  | T  | C  | T  | C  | T  | C  | T  | C  |
| Risultato | P  | V | V | N | N | V | N | P | V | N  | V  | V  | P  | N  | P  | V  | V  | N  | V  | N  | V  | P  | V  | V  | V  | V  | V  | V  | P  | V  | V  | P  | N  | V  |
| Posizione | 15 | 9 | 5 | 5 | 6 | 3 | 6 | 9 | 6 | 6  | 4  | 3  | 4  | 5  | 7  | 7  | 7  | 6  | 3  | 3  | 2  | 3  | 3  | 3  | 2  | 1  | 1  | 1  | 1  | 1  | 1  | 1  | 2  | 2  |

Legenda:

Luogo: C = Casa; T = Trasferta. Risultato: V = Vittoria; N = Pareggio; P = Sconfitta.

### Statistiche dei giocatori
| I. Altunsaban   | 0  | 0  | 0  | 0 |
| U. Brunn        | 27 | 0  | 2  | 0 |
| C. Claaßen      | 31 | 13 | 2  | 0 |
| J. Enochs       | 34 | 2  | 10 | 0 |
| O. Freund       | 7  | 0  | 0  | 1 |
| P. Haastrup     | 6  | 0  | 0  | 0 |
| K. Halat        | 32 | 2  | 6  | 0 |
| J. Hülsmann     | 0  | 0  | 0  | 0 |
| H. Isa          | 31 | 10 | 5  | 0 |
| A. Kuschmann    | 8  | 0  | 0  | 0 |
| A. Menga        | 7  | 0  | 0  | 0 |
| M. Miftari      | 5  | 0  | 1  | 0 |
| T. Mičevski     | 26 | 2  | 2  | 0 |
| C. Schiffbänker | 2  | 0  | 0  | 0 |
| W. Schütte      | 29 | 1  | 7  | 0 |
| B. Schüßler     | 14 | 6  | 3  | 0 |
| S. Sidney       | 31 | 3  | 4  | 0 |
| G. Spork        | 33 | 10 | 8  | 1 |
| A. Tammen       | 32 | 1  | 4  | 0 |
| M. Tredup       | 29 | 0  | 4  | 1 |
| A. Ukrow        | 21 | 0  | 4  | 1 |
| A. Vier         | 32 | 7  | 10 | 0 |
| O. Villar       | 1  | 0  | 0  | 0 |
| M. Weinrich     | 3  | 1  | 0  | 0 |
| A. Zimmermann   | 15 | 0  | 0  | 0 |